# Colonnato

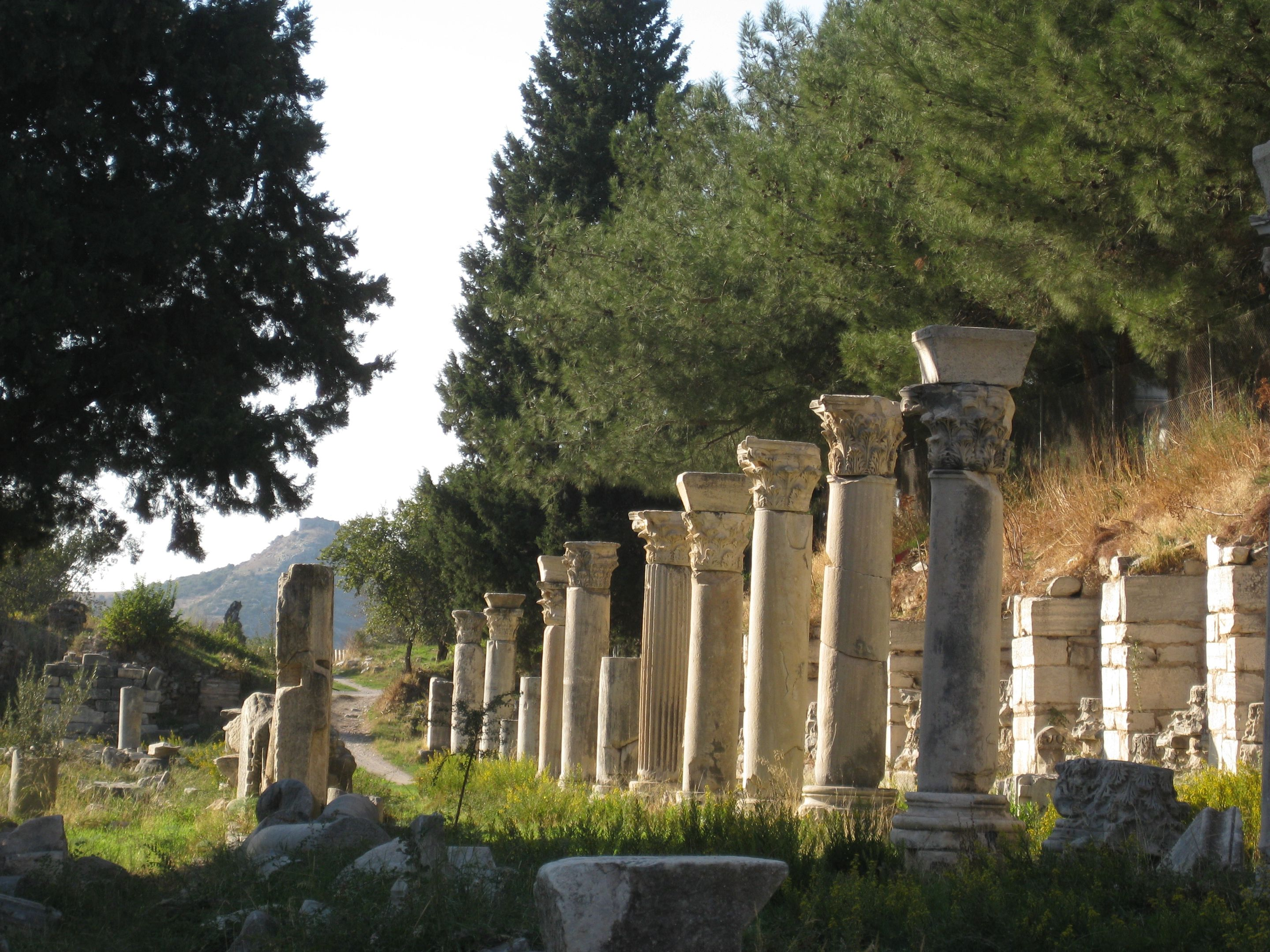
Antico colonnato a Efeso.

Nell'architettura greca e romana, un colonnato è una lunga sequenza di colonne collegate dalla trabeazione, che spesso costituisce un elemento autonomo, come nel famoso colonnato a curva ellittica che Gian Lorenzo Bernini collegò alla facciata della Basilica di San Pietro in Vaticano. 
Quando un colonnato si trova davanti ad un edificio, schermando la porta, viene definito portico, mentre se racchiude uno spazio aperto si definisce peristilio.
Già nei templi egizi si ritrovano file di colonne, soprattutto come sostegni delle sale e come perimetro dei cortili. 

In epoca ellenistica le piazze ed i mercati, di sovente sono stati delimitati da file di colonne.

Se in epoca romana il colonnato diviene un elemento tipico della fase matura dell'architettura, in età cristiana il colonnato con archi sovrapposti diventa quasi una costante.